# متنزه القطب الشمالي الروسي الوطني
متنزه القطب الشمالي الروسي الوطني هو متنزه وطني يقع في نوفايا زيمليا وأرخبيل فرنسوا جوزيف،تبلغ مساحة المتنزه 74 ألف كم مربع 16 ألف منهم على اليابسة والباقي في البحر.